# Nicaraguaanse zaadkraker
De Nicaraguaanse zaadkraker (Sporophila nuttingi synoniem: Oryzoborus nuttingi) is een vogelsoort uit de familie Thraupidae (tangaren).

## Verspreiding en leefgebied
Hij komt voor in Costa Rica, Nicaragua en Panama. Hij leeft in moerassen en scrubland.